# Winter of Love
"Winter of Love" is een nummer van de Nederlandse zangeres Ilse DeLange. Het nummer werd uitgebracht op haar album Eye of the Hurricane uit 2012. Op 24 augustus van dat jaar werd het nummer uitgebracht als de tweede single van het album.

## Achtergrond
"Winter of Love" is geschreven door DeLange en Rob Crosby en geproduceerd door DeLange. De single werd enkele weken voor het album Eye of the Hurricane uitgebracht. Het behaalde de twintigste plaats in de Nederlandse Top 40 en de dertiende plaats in de Single Top 100.

## Hitnoteringen

### Nederlandse Top 40
| Hitnotering: 01-09-2012 t/m 03-11-2012 | Hitnotering: 01-09-2012 t/m 03-11-2012 | Hitnotering: 01-09-2012 t/m 03-11-2012 | Hitnotering: 01-09-2012 t/m 03-11-2012 | Hitnotering: 01-09-2012 t/m 03-11-2012 | Hitnotering: 01-09-2012 t/m 03-11-2012 | Hitnotering: 01-09-2012 t/m 03-11-2012 | Hitnotering: 01-09-2012 t/m 03-11-2012 | Hitnotering: 01-09-2012 t/m 03-11-2012 | Hitnotering: 01-09-2012 t/m 03-11-2012 | Hitnotering: 01-09-2012 t/m 03-11-2012 | Hitnotering: 01-09-2012 t/m 03-11-2012 |
| Week                                   | 1                                      | 2                                      | 3                                      | 4                                      | 5                                      | 6                                      | 7                                      | 8                                      | 9                                      | 10                                     |                                        |
| -------------------------------------- | -------------------------------------- | -------------------------------------- | -------------------------------------- | -------------------------------------- | -------------------------------------- | -------------------------------------- | -------------------------------------- | -------------------------------------- | -------------------------------------- | -------------------------------------- | -------------------------------------- |
| Positie                                | 36                                     | 21                                     | 23                                     | 23                                     | 20                                     | 24                                     | 27                                     | 31                                     | 38                                     | 39                                     | uit                                    |

### Single Top 100
| Hitnotering: 01-09-2012 t/m 03-11-2012 | Hitnotering: 01-09-2012 t/m 03-11-2012 | Hitnotering: 01-09-2012 t/m 03-11-2012 | Hitnotering: 01-09-2012 t/m 03-11-2012 | Hitnotering: 01-09-2012 t/m 03-11-2012 | Hitnotering: 01-09-2012 t/m 03-11-2012 | Hitnotering: 01-09-2012 t/m 03-11-2012 | Hitnotering: 01-09-2012 t/m 03-11-2012 | Hitnotering: 01-09-2012 t/m 03-11-2012 | Hitnotering: 01-09-2012 t/m 03-11-2012 | Hitnotering: 01-09-2012 t/m 03-11-2012 | Hitnotering: 01-09-2012 t/m 03-11-2012 |
| Week                                   | 1                                      | 2                                      | 3                                      | 4                                      | 5                                      | 6                                      | 7                                      | 8                                      | 9                                      | 10                                     |                                        |
| -------------------------------------- | -------------------------------------- | -------------------------------------- | -------------------------------------- | -------------------------------------- | -------------------------------------- | -------------------------------------- | -------------------------------------- | -------------------------------------- | -------------------------------------- | -------------------------------------- | -------------------------------------- |
| Positie                                | 13                                     | 68                                     | 87                                     | 30                                     | 44                                     | 52                                     | 69                                     | 77                                     | 83                                     | 87                                     | uit                                    |

### NPO Radio 2 Top 2000
| Nummer met noteringen in de NPO Radio 2 Top 2000 | '13  | '14  |
| ------------------------------------------------ | ---- | ---- |
| Winter of Love                                   | 1554 | 1966 |

1. ↑  Een vetgedrukt getal geeft de hoogste notering aan.
2. ↑  2013 was het eerste jaar met een notering voor dit nummer.
3. ↑  Deze tabel is bijgewerkt tot en met de laatste editie (2024).